# Lonicera bracteolaris
Lonicera bracteolaris är en kaprifolväxtart som beskrevs av Pierre Edmond Boissier och Buhse. Lonicera bracteolaris ingår i släktet tryar, och familjen kaprifolväxter. Inga underarter finns listade i Catalogue of Life.